# 亚牛磺酸

半胱氨酸（1）转化成牛磺酸（4）路径，半胱亚磺酸（2）和亚牛磺酸（3）为这一过程的中间体

亚牛磺酸（英語：Hypotaurine）又称胺乙基亚磺酸，是一种亚磺酸化合物，是生物合成牛磺酸的前体。和牛磺酸一样，其作为一种内源性神经递质并作用于甘氨酸受体。其同时也是一种具有抗氧化性的渗透质。
亚牛磺酸由半胱氨酸和高半胱氨酸产生。在哺乳动物中，由半胱氨酸合成亚牛磺酸发生在胰腺中，在半胱亚磺酸途径中，半胱氨酸首先被半胱氨酸双加氧酶氧化为半胱亚磺酸，然后半胱亚磺酸在半胱亚磺酸脱羧酶作用下脱羧变成亚牛磺酸。亚牛磺酸进一步被亚牛磺酸脱氢酶催化氧化变成牛磺酸。